# شعار جزر مارشال

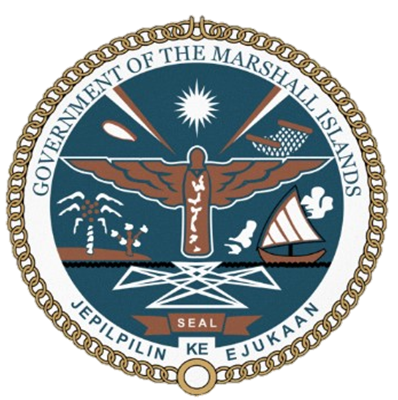
اصدار اقدم للشعار

شعار جزر مارشال هو شعار الجمهورية منذ عام 1986. يتألف من سلسلة بها حرفي U،O تتوسطها دائرة بها أشكال كثيرة مثل الملاك، والزورق، والشمس.

## معاني الشعار
شعار أزرق وأبيض يتوسطه ملاك ذو أجنحة ممدودة مع شرائط برتقالية وبيضاء التي توجد أيضا في علم جزر مارشال منبثقة من الملاك والنجمة ذات الأربعة عشر شعاع فوق الملاك، وفي يسار الأشعة هناك مدقة صنعها حيوان المحار وفي يمين الأشعة هناك شبكة صيد سمك،في يسار الشعار هناك جزيرة مرجانية بها أشجار النخيل وصبار وفي يمين الشعار هناك زورق وتحت الشعار هناك الجمل:
- ختم (بالأنجليزية:Seal)

- الإنجاز يُحقَق بالتعاون (المارشالية:Jepilpilin ke Ejukaan)

وفوق الشعار هناك جملة:
- جمهورية جزر مارشال (بالأنجليزية: Republic Of The Marahall Islands)[1]

## انظر ايضًا
- جون مارشال
- علم جزر مارشال
- جزر مارشال
- أوقيانوسيا